# Кольман, Орландо
Орландо Давид Кольман (исп. Orlando David Colmán; родился 2 февраля 2002 года в Фернандо де ла Мора, Парагвай) — парагвайский футболист, полузащитник клуба «Насьональ».

## Клубная карьера
Кольман — воспитанник столичного клуба «Насьональ». 29 апреля 2019 года в матче против столичного «Серро Портеньо» он дебютировал в парагвайской Примере.

## Международная карьера
В 2019 году в составе юношеской сборной Парагвая Кольман принял участие в юношеском чемпионате Южной Америке в Перу. На турнире он сыграл в матчах против команд Колумбии, Эквадора, Чили, Аргентины и Уругвая.